# Premka
Premka (en macédonien Премка ; en albanais Premka) est un village de l'ouest de la Macédoine du Nord, situé dans la municipalité de Kitchevo. Le village comptait 134 habitants en 2002. Il est majoritairement albanais.

## Démographie
Lors du recensement de 2002, le village comptait :
- Albanais : 108
- Macédoniens : 25
- Autres : 1